# Segeln (Zeitschrift)
Die Zeitschrift segeln ist eine zweimonatlich erscheinende Fachzeitschrift aus der Weiland Verlag GmbH in Münster. Die Zeitschrift wurde zum 1. Januar 2024 von der Ebner Media Group GmbH & Co. KG in Ulm übernommen und mit der bereits zuvor im Weiland Verlag erschienenen Segelzeitschrift Logge & Lot verschmolzen. Die Zeitschrift erscheint nun weiter unter dem Titel segeln mit dem Untertitel "mit Logge & Lot" in Deutschland, Österreich und der Schweiz. 
Die Zeitschrift segeln wird seit 1973 publiziert und beschäftigt sich vor allem einem breiten Themenangebot für Fahrtensegler und Freizeitsegler. Der Weiland Verlag ist international vernetzt und arbeitet insbesondere eng mit den englischen Segelzeitschriften Yachting World, Jachting Monthly und Practical Boat Owner zusammen. Von diesen Partnern bezieht der Verlag auch Inhalte für seine Zeitschrift segeln.  

## Themen
Die Zeitschrift bietet in jeder Ausgabe umfangreiche Tests von Neu- und Gebrauchtbooten. Ein Schwerpunkt gilt den  wichtigen "Heimatrevieren" deutscher Segler: In jeder Ausgabe berichtet das Magazin über das Segeln auf der Ostsee und in den Niederlanden (Ijsselmeer, Waddenzee, Friesland). Regelmäßig werden europäische Binnenreviere sowie Yachtcharter-Ziele im Mittelmeer und Blauwassersegeln weltweit vorgestellt. Eine umfangreiche Berichterstattung zu Seemannschaft und Technik rundet das Magazin ab.